# Puchar Polski (okręg Legnica) w piłce nożnej mężczyzn (2021/2022)
W sezonie 2021/2022 Puchar Polski na szczeblu okręgowym w okręgu Legnica składał się z 7 rund, w których wzięło udział zespoły z okręgu legnickiego. Rozgrywki miały na celu wyłonienie zdobywcy Okręgowego Pucharu Polski w okręgu Legnica i uczestnictwo w rozgrywkach szczebla regionalnego woj. dolnośląskiego.

## Uczestnicy
| III liga                               | IV liga | Klasa okręgowa | Klasa A | Klasa B | Nieligowe                             |
| -------------------------------------- | --- | --- | --- | --- | ------------------------------------- |
| - Miedź II Legnica - Zagłębie II Lubin | - Odra Ścinawa - Prochowiczanka Prochowice - Sparta Grębocice - Stal Chocianów - Kaczawa Bieniowice - Chrobry II Głogów - Mewa Kunice - Sparta Rudna | - Gwardia Białołęka - Zryw Kłębanowice - Iskra Kochlice - Orkan Szczedrzykowice - Sokół Jerzmanowa - LZS Buczyna - Zawisza Serby - Płomień Radwanice | - Lubiatowianka Lubiatów - Wilkowianka Wilków - Bazalt Piotrowice - Chojnowianka Chojnów - Park Targoszyn - Albatros Jaśkowice - Jaworzanka 1946 II Jawor - Orzeł Mikołajowice - Kalina Sobin - Iskra II Kochlice - Orzeł Czerna - Unia Szklary Górne - Viktoria Borek - Unia Miłoradzice - Sparta Przedmoście - Pogoń Góra | - Zryw Stary Łom - Korona Kawice - Krokus Kwiatkowice - Unia Rosochata - Orzeł Pichorowice - Rataj Paszowice - Lechia Rokitnica - Cicha Woda Tyniec Legnicki - Polder-a Damianowo - Fortuna Obora - Sparta II Rudna - Odra Grodziec Mały - Platan Siedlce - GLKS Gaworzyce - KS Kłopotów-Osiek | - Miedź III Legnica - Arbiter Legnica |

## I runda
Pary I rundy, podobnie jak późniejszych faz, zostały wylosowane 5 lipca 2021 roku, natomiast mecze zostały rozegrane 31 lipca i 1 sierpnia tegoż roku.
| 31 lipca 2021 | Miedź III Legnica | 6:0   | Lubiatowianka Lubiatów |  |
| 11:00         | 16' Mieszko Szczerbiak · 28' Michał Rozmus · 46' Maksymilian Kokociński · 56', 64' Adam Fraska · 88' Marceli Kwartnik | (2:0) |                        |  |

| 31 lipca 2021 | Kalina Sobin | 0:4 | Arbiter Legnica           |  |
| 17:00         |              |     | ?' ? · ?' ? · ?' ? · ?' ? |  |

| 1 sierpnia 2021 | Unia Rosochata                                | 2:6   | Park Targoszyn                                                                 |  |
| 11:00           | 3' Krzysztof Poparda · 38' Jędrzej Naporowski | (2:2) | 11', 24', 64' Kacper Grabarczyk · 58', 71' Jakub Śliwiński · 86' Bartosz Rzepa |  |

| 1 sierpnia 2021 | Orzeł Pichorowice | 0:6   | Albatros Jaśkowice |  |
| 14:00           |                   | (0:2) | 8' Maksymilian Terpiłowski · 32' Piotr Szymański · 59' Piotr Wasilewski · 81', 84' Maciej Szwedyk · 90' Marcin Drozdowski |  |

| 1 sierpnia 2021 | Zryw Stary Łom                                                                                            | 8:4   | Wilkowianka Wilków                                                               |  |
| 17:00           | 7', 8', 65', 75' Markus Mizera · 25', 90' Damian Nosal · 29' (sam.) Grzegorz Termyna · 33' Adrian Borucki | (5:0) | 54' (sam.) Daniel Gruszecki · 57', 90' Bartłomiej Bielak · 88' Michał Pinczyński |  |

| 1 sierpnia 2021 | Bazalt Piotrowice                                          | 3:1   | Chojnowianka Chojnów   |  |
| 17:00           | 56' Marcel Szałach · 67' Mateusz Alwin · 90' Artur Spychaj | (0:0) | 80' Patryk Zatwarnicki |  |

| 1 sierpnia 2021 | Korona Kawice                                                      | 4:2   | Krokus Kwiatkowice       |  |
| 17:00           | 10', 28' Lesław Lesiak · 25' Dawid Włodarczyk · 47' Adam Skotnicki | (3:1) | 20', 88' Ryszard Cieślak |  |

| 1 sierpnia 2021 | Rataj Paszowice | 0:3 (wo.) | Jaworzanka 1946 II Jawor |  |
| 17:00           |                 |           |                          |  |

| 1 sierpnia 2021 | Lechia Rokitnica  | 1:8   | Orzeł Mikołajowice |  |
| 17:00           | 72' Tomasz Kaniak | (0:2) | 4', 40' Paweł Nieplowicz · 50', 90', 90' Tomasz Pawlukiewicz · 52' Miłosz Wan · 70' Natanael Jurkiewicz · 84' Tomasz Gołębiowski |  |

| 1 sierpnia 2021 | Cicha Woda Tyniec Legnicki                      | 3:3 k. 4:3    | Polder-a Damianowo                                     |  |
| 17:00           | 36', 52' Rafał Niewiadomski · 41' Marcin Bronka | (2:2, k. 4:3) | 33' (sam.) Maciej Teleszko · 45', 57' Artur Młynarczyk |  |

| 1 sierpnia 2021 | Iskra II Kochlice                                 | 3:3 k. 3:5    | Fortuna Obora                                 |  |
| 17:00           | 62', 89' Paweł Łopaciński · 83' Marcin Ścisłowicz | (0:0, k. 3:5) | 51', 88' Paweł Mikuła · 80' Krzysztof Walasek |  |

| 1 sierpnia 2021 | Orzeł Czerna                        | 2:3   | Unia Szklary Górne                                        |  |
| 17:00           | 35' Paweł Wilk · 42' Marcin Gliński | (2:1) | 11' Damian Żmijowski · 70' Jakub Górny · 90' Michał Kogus |  |

| 1 sierpnia 2021 | Viktoria Borek | 0:3   | Unia Miłoradzice                                              |  |
| 17:00           |                | (0:0) | 73' Piotr Gałek · 78' Tomasz Skotnicki · 90' Łukasz Jaszowski |  |

| 1 sierpnia 2021 | Sparta Przedmoście                         | 2:2 k. 5:3    | Gwardia Białołęka                     |  |
| 17:00           | 49' Zbigniew Więdłocha · 52' Dawid Serweta | (0:1, k. 5:3) | 16' Maciej Ćwik · 74' Jakub Gruszecki |  |

| 1 sierpnia 2021 | Pogoń Góra       | 1:1 k. 5:3    | Sparta II Rudna    |  |
| 17:00           | 33' Miłosz Bator | (1:0, k. 5:3) | 90' Dominik Glazer |  |

| 1 sierpnia 2021 | Odra Grodziec Mały | 9:1   | Platan Siedlce |  |
| 17:00           | 18', 27', 55', 56', 78' Andrzej Waniukiewicz · 34' Sebastian Jeżewski · 74' Dominik Szulc · 81' Krystian Pogorzelski · 89' Maciej Kubik | (3:0) | 50' Kamil Głąb |  |

| 1 sierpnia 2021 | GLKS Gaworzyce | 3:0 (wo.) | KS Kłopotów-Osiek |  |
| 17:00           |                |           |                   |  |

## II runda
Pary II rundy zostały wylosowane 5 lipca 2021 roku, natomiast mecze rozegrano 7 i 8 sierpnia tegoż roku.
| 6 sierpnia 2021 | Pogoń Góra                              | 6:0 | Arbiter Legnica |  |
| 18:00           | ?' ? · ?' ? · ?' ? · ?' ? · ?' ? · ?' ? |     |                 |  |

| 7 sierpnia 2021 | Miedź III Legnica | 12:0  | Zryw Kłębanowice |  |
| 16:00           | 18' Adam Fraska · 29', 62' Michał Rozmus · 34', 64' Kacper Chmielewski · 50' Jakub Ziemba · 53', 72', 74' Korneliusz Karolczak · 83' Igor Rajca · 86' Szymon Matusik · 88' Hubert Kwolek | (3:0) |                  |  |

| 7 sierpnia 2021 | Bazalt Piotrowice                        | 2:8   | Iskra Kochlice |  |
| 16:00           | 38' Marceli Dojlido · 45' Marcel Szałach | (2:3) | 5', 6' Adrian Sobolewski · 27', 90' Paweł Ręczkowski · 49' Andrzej Hebda · 69' Kacper Kwiatkowski · 81' Marcin Marakowski · 85' Marcin Ścisłowicz |  |

| 8 sierpnia 2021 | Unia Miłoradzice | 0:6   | Sokół Jerzmanowa                                                                                             |  |
| 11:00           |                  | (0:4) | 9', 65' Mateusz Pasiak · 17' Adrian Woźniak · 25' Kamil Chwałczyński · 39' Karol Dyba · 50' Krystian Woźniak |  |

| 8 sierpnia 2021 | Fortuna Obora | 0:5   | Unia Szklary Górne                                                                  |  |
| 11:00           |               | (0:1) | 25' Michał Kogus · 62' Kamil Kogus · 72' Łukasz Wingert · 90', 90' Jakub Szechnicki |  |

| 8 sierpnia 2021 | Zryw Stary Łom | 0:8   | Orkan Szczedrzykowice                                                                                   |  |
| 17:00           |                | (0:3) | 26', 39', 47' Marcin Ogórek · 45' (80) Tomasz Kociszewski · 48' Mateusz Korczyński · 69', 72' Paweł Ros |  |

| 8 sierpnia 2021 | Cicha Woda Tyniec Legnicki                                          | 4:8   | Korona Kawice                                                                                 |  |
| 17:00           | 46', 71' Rafał Niewiadomski · 52' Dawid Kujawski · 89' Adrian Sywak | (0:2) | 8' Paweł Janik · 31', 75', 78' Dawid Fudali · 85', 90' Marcin Zyśko · 90', 90' Kacper Konefał |  |

| 8 sierpnia 2021 | Albatros Jaśkowice                          | 2:3   | Park Targoszyn                                             |  |
| 17:00           | 34' Aleksander Jarząb · 90' Szymon Zarański | (1:1) | 11' Kacper Grabarczyk · 48' Dawid Tłusty · 50' Jakub Święs |  |

| 8 sierpnia 2021 | Jaworzanka 1946 II Jawor                                                                                | 7:1   | Orzeł Mikołajowice |  |
| 17:00           | 13', 40', 59' Seweryn Suchecki · 31', 52' Bartosz Karbowiak · 70' Daniel Ulanicki · 89' Miłosz Ciliński | (3:1) | 23' Damian Połetek |  |

| 8 sierpnia 2021 | Odra Grodziec Mały                                              | 3:3 k. 1:4    | LZS Buczyna                                                |  |
| 17:00           | 21' Dominik Stopa · 68' Andrzej Waniukiewicz · 78' Damian Szulc | (1:1, k. 1:4) | 24' Patryk Peszko · 56' Krzysztof Kotwas · 73' Paweł Kiełb |  |

| 8 sierpnia 2021 | GLKS Gaworzyce | 0:3 (wo.) | Sparta Przedmoście |  |
| 17:00           |                |           |                    |  |

| 8 sierpnia 2021 | Zawisza Serby | 7:2   | Płomień Radwanice          |  |
| 17:00           | 10', 22' Marcin Szewczyk · 40' Szymon Gil · 68', 70' Kamil Szczyrek · 83' Szymon Uchryńczuk · 86' Maciek Bandura | (3:0) | 52', 58' Bartosz Gancarski |  |

## III runda
Pary III rundy zostały wylosowane 5 lipca 2021 roku, natomiast mecze rozegrano 25 sierpnia tegoż roku.
| 25 sierpnia 2021 | Odra Ścinawa   | 1:5   | Prochowiczanka Prochowice                                                                   |  |
| 18:00            | 80' Dawid Seta | (0:3) | 15', 42' Jakub Dziaszyk · 38' Piotr Niewdana · 78' Patryk Długosz · 83' Grzegorz Grochowski |  |

| 25 sierpnia 2021 | Korona Kawice    | 1:9   | Sokół Jerzmanowa |  |
| 18:00            | 56' Marcin Zyśko | (0:4) | 6', 82' Karol Korczak · 25', 51' Mateusz Pasiak · 28' (sam.) Paweł Janik · 36' Przemysław Kasprzyk · 48' Dominik Wasieńko · 66' Krystian Woźniak · 67' Karol Dyba |  |

| 25 sierpnia 2021 | Iskra Kochlice    | 1:5   | Sparta Grębocice                                                                                              |  |
| 18:00            | 32' Eryk Klimczak | (1:3) | 4' Maksymilian Czerwik · 11' Maciej Rybak · 17' Kamil Łętkowski · 79' Szymon Józefczak · 90' Paweł Żmudziński |  |

| 25 sierpnia 2021 | Park Targoszyn       | 1:5   | Stal Chocianów                                                                                             |  |
| 18:00            | 68' Krystian Jaskuła | (0:1) | 36' Tomisław Żmuda · 47' Dawid Wolan · 86' Dominik Jaskólski · 87' Adam Tomaszewski · 89' Fabian Kulbiński |  |

| 25 sierpnia 2021 | Kaczawa Bieniowice   | 1:5   | Orkan Szczedrzykowice                                                     |  |
| 18:00            | 71' Michał Śliwiński | (0:2) | 7', 77' Tomasz Kociszewski · 42', 67' Emil Siedlecki · 90' Borys Borowiec |  |

| 25 sierpnia 2021 | LZS Buczyna                               | 2:3   | Pogoń Góra                                                                    |  |
| 18:00            | 63' Wojciech Jurak · 78' Krzysztof Kotwas | (0:1) | 8' Adrian Dziadkiewicz · 77' Bartosz Mastalerz · 86' (sam.) Amadeusz Demeszuk |  |

| 25 sierpnia 2021 | Miedź III Legnica                                                                                                 | 7:0   | Jaworzanka 1946 Jawor |  |
| 18:00            | 11' Michał Rozmus · 24', 40' Jakub Ziemba · 30', 34' Korneliusz Karolczak · 66' Maciej Wojtak · 77' Alan Matuszak | (5:0) |                       |  |

| 25 sierpnia 2021 | Jaworzanka 1946 II Jawor | 8:0 (wo.) | Unia Szklary Górne |  |
| 18:00            |                          |           |                    |  |

| 25 sierpnia 2021 | Sparta Przedmoście                                                 | 4:3   | Zawisza Serby                               |  |
| 18:00            | 20', 50' Patryk Torba · 77' Patryk Mika · 84' Szymon Mieczychowski | (1:1) | 38', 66' Dawid Ciechelski · 71' Piotr Łepko |  |

## 1/8 finału
Mecze 1/8 finału rozegrane zostały 15 września 2021 roku. W tej fazie do rozgrywek dołączają najwyżej sklasyfikowane drużyny z IV ligi z okręgu legnickiego - Chrobry II Głogów, Mewa Kunice i Sparta Rudna.
| 15 września 2021 | Sparta Grębocice                                       | 2:6   | Chrobry II Głogów                                                                                             |  |
| 17:00            | 27' (sam.) Wiktor Wawrzyniak · 86' Mateusz Dobrakowski | (1:1) | 32' Miłosz Jóźwiak · 60' Jakub Bartecki · 70' Gabriel Draczyński · 75', 85' Oskar Burda · 89' Kacper Adamczyk |  |

| 15 września 2021 | Miedź III Legnica                                             | 3:0   | Orkan Szczedrzykowice |  |
| 17:00            | 28' Filip Kaczmarek · 75' Kacper Chmielewski · 90' Igor Rajca | (1:0) |                       |  |

| 15 września 2021 | Jaworzanka 1946 II Jawor                | 2:1   | Stal Chocianów       |  |
| 17:00            | 30' Kamil Dunaj · 80' Bartosz Karbowiak | (1:0) | 65' Adam Tomaszewski |  |

| 15 września 2021 | Sparta Przedmoście                                             | 4:5   | Pogoń Góra                                                                   |  |
| 17:00            | 48' Patryk Przymus · 52', 90' Paweł Jóźwiak · 90' Jacek Berlik | (0:3) | 25', 75' Adrian Dziadkiewicz · 27' Szymon Tupiec · 35', 65' Kacper Kiernicki |  |

| 15 września 2021 | Prochowiczanka Prochowice | 1:3   | Sparta Rudna                               |  |
| 17:00            | 19' Damian Kuśnierz       | (1:1) | 42', 71' Łukasz Stachów · 80' Hubert Siwak |  |

| 15 września 2021 | Sokół Jerzmanowa   | 1:4   | Mewa Kunice                                                               |  |
| 17:00            | 85' Adrian Woźniak | (0:2) | 17', 81' Bartłomiej Pacanek · 26' Aleksander Rokosz · 69' Rafał Szumański |  |

## 1/4 finału
Mecze ćwierćfinałowe rozegrane zostały 29 września i 6 października 2021 roku. W tej fazie do rozgrywek dołączają drużyny z III ligi z okręgu legnickiego - Miedź II Legnica i Zagłębie II Lubin.
| 29 września 2021 | Jaworzanka 1946 II Jawor | 0:8   | Miedź II Legnica |  |
| 16:30            |                          | (0:3) | 24' Tomasz Mamis · 33', 79' Vinícius Veneranda · 42' (sam.) Kacper Chudzik · 50', 60', 71' Wesley Omuru · 90' Mateusz Kaczmarek |  |

| 29 września 2021 | Pogoń Góra                                    | 2:9   | Sparta Rudna |  |
| 16:30            | 60' (sam.) Hubert Siwak · 86' Rafał Kiernicki | (0:4) | 21', 29' Wojciech Konefał · 22' Hubert Siwak · 24' Dominik Suchora · 48', 84' Dawid Świdwa · 79', 87' Dawid Wojak · 80' Kacper Osiadły |  |

| 29 września 2021 | Miedź III Legnica                                 | 2:4   | Zagłębie II Lubin                                             |  |
| 16:30            | 64' Korneliusz Karolczak · 75' Kacper Chmielewski | (0:1) | 13' Rafał Adamski · 57' Michał Rozmus · 77', 90' Kacper Zając |  |

| 6 października 2021 | Mewa Kunice         | 1:3   | Chrobry II Głogów                          |  |
| 16:30               | 52' Rafał Szumański | (0:1) | 13', 72' Miłosz Jóźwiak · 68' Olaf Zygmunt |  |

## 1/2 finału
Mecze 1/2 finału odbyły się 13 października 2021 roku.
| 13 października 2021 | Chrobry II Głogów  | 1:1 k. 4:5    | Miedź II Legnica        |  |
| 16:00                | 71' Eryk Pieczarka | (0:1, k. 4:5) | 23' Kacper Andrzejewski |  |

| 13 października 2021 | Sparta Rudna                                                                         | 4:8   | Zagłębie II Lubin                                                                               |  |
| 18:00                | 34' Daniel Sygnatowicz · 55' Mateusz Kochman · 59' Kacper Osiadły · 72' Dawid Świdwa | (1:6) | 14', 33' Jakub Siga · 16', 36' Rafał Adamski · 38', 49', 78' Mateusz Chmarek · 44' Kacper Zając |  |

## Finał
Mecz finałowy rozegrany został 5 marca 2022 roku. W nim Zagłębie II Lubin pokonało Miedź II Legnica, dzięki czemu wygrał on rozgrywki okręgowe Pucharu Polski w okręgu Legnica i uzyskał prawo do gry w rozgrywkach szczebla regionalnego woj. dolnośląskiego.
| 5 marca 2022 | Miedź II Legnica   | 1:3   | Zagłębie II Lubin                                              |  |
| 14:00        | 16' Michał Pojasek | (1:2) | 38' Mateusz Kizyma · 42' Patryk Kusztal · 51' Daniel Dudziński |  |